# Castelo Dalhousie

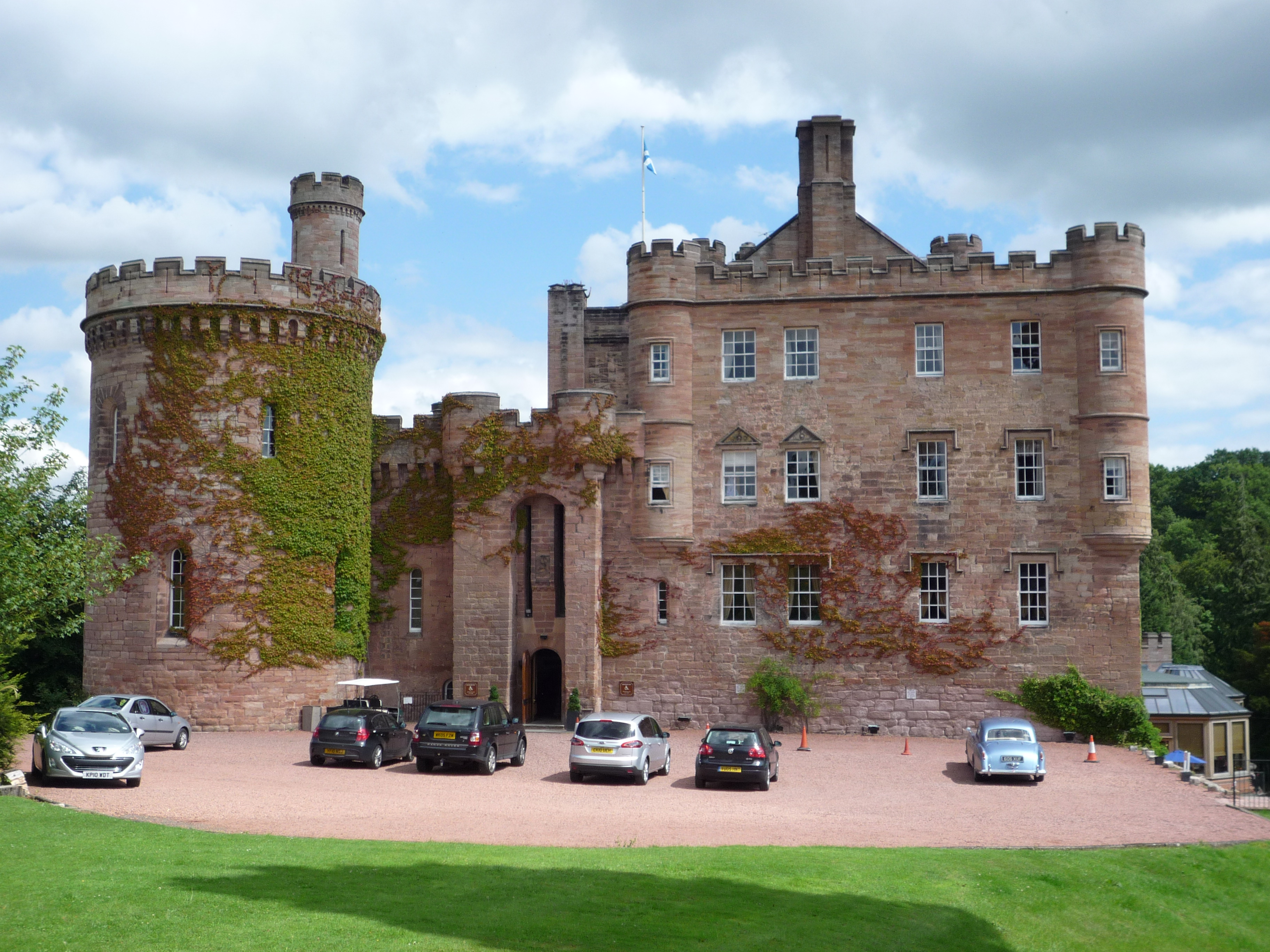
Castelo Dalhousie, Escócia.

O Castelo Dalhousie (em língua inglesa Dalhousie Castle) é um castelo localizado em Cockpen, Midlothian, Escócia.
Encontra-se classificado na categoria "A" do "listed building" desde 22 de janeiro de 1971.